# Uroš Delić
Uroš Delić (Montenegrijns: Урош Делић) (Nikšić, 10 augustus 1987) is een Montenegrijns voetballer die uitkomt als middenvelder.

## Statistieken
| seizoen | club                 | land   | competitie         | wed. | goals |
| ------- | -------------------- | ------ | ------------------ | ---- | ----- |
| 2007/08 | FK Rad               | Servië | Superliga          | 16   | 0     |
| 2008/09 | FK Rad               | Servië | Superliga          | 16   | 1     |
| 2009/10 | FK Rad               | Servië | Superliga          | 14   | 0     |
| 2010/11 | FK Rad               | Servië | Superliga          | 7    | 0     |
| 2011/12 | K. Beerschot AC      | België | Jupiler Pro League | 15   | 0     |
| 2012/13 | K. Beerschot AC      | België | Jupiler Pro League | 0    | 0     |
| 2012/13 | → SC Eendracht Aalst | België | Tweede klasse      | 11   | 0     |
|         |                      |        | Totaal             | 79   | 1     |